# فینال جام یوفا ۲۰۰۹
فینال جام یوفا ۲۰۰۹، رقابت پایانی جام یوفا در سال ۲۰۰۹ میلادی است که مابین دو تیم باشگاه فوتبال شاختار دونتسک و باشگاه فوتبال وردر برمن برگزار شده‌است.
این مسابقه که در تاریخ ۲۰ مه ۲۰۰۹ انجام شده‌است با نتیجه ۲ بر ۱ به سود تیم باشگاه فوتبال شاختار دونتسک به پایان رسید.